# Thadée Cisowski
Thadée Cisowski, nato Tadeusz Cisowski (Łaszki, 16 febbraio 1927 – Mâcon, 24 febbraio 2005), è stato un calciatore polacco naturalizzato francese, di ruolo attaccante.
Con 206 reti è al quinto posto nella classifica dei migliori marcatori della storia del campionato francese.

## Carriera

### Club
Di origini polacche come Raymond Kopa, Cisowski cominciò a lavorare in miniera a 14 anni. La sua carriera calcistica cominciò nel Piennes, da cui fu poi acquistato dal Metz che lo fece esordire in massima divisione nel 1947-1948. Rimase a Metz per cinque stagioni, di cui una in seconda divisione (nella quale fu capocannoniere della categoria), per poi passare al Racing Club di Parigi con cui raggiunse la definitiva consacrazione vincendo per tre volte la classifica marcatori della Division 1, negli anni 1956, 1957 e 1959.

### Nazionale
Cisowski ricevette la nazionalità francese il 22 settembre 1945 e venne convocato per la prima volta in Nazionale il 1º novembre 1951. Ebbe occasione di giocare poche partite a livello internazionale anche a causa degli infortuni, ma nel corso dell'amichevole vinta per 6-3 contro il Belgio l'11 novembre 1956 iscrisse il suo nome nella storia della selezione con cinque reti segnate in una sola partita (record condiviso con Eugène Maës).

## Dopo il ritiro
Terminata la carriera continuò ad allenare piccole squadre dilettantesche, giocandovi anche. Nel 1969 si stabilì con la moglie Marie ed i tre figli a Mâcon, dove lavorò come professore di ginnastica ed allenò per tre anni la squadra locale. Nel 1985 si ritirò a Charnay dove si dedicò agli hobby della pesca, della caccia e alla Boule Lyonnaise.

## Statistiche
| Stagione | Club         | Campionato | Campionato | Campionato |
| Stagione | Club         | Comp       | Pres       | Reti       |
| -------- | ------------ | ---------- | ---------- | ---------- |
| 1947-48  | Metz         | A          | 4          | 3          |
| 1948-49  | Metz         | A          | 33         | 15         |
| 1949-50  | Metz         | A          | 32         | 17         |
| 1950-51  | Metz         | B          | 30         | 23         |
| 1951-52  | Metz         | A          | 17         | 11         |
| 1952-53  | RC France    | A          | 30         | 13         |
| 1953-54  | RC France    | B          | 34         | 34         |
| 1954-55  | RC France    | A          | 14         | 9          |
| 1955-56  | RC France    | A          | 29         | 31         |
| 1956-57  | RC France    | A          | 28         | 33         |
| 1957-58  | RC France    | A          | 14         | 9          |
| 1958-59  | RC France    | A          | 29         | 30         |
| 1959-60  | RC France    | A          | 28         | 27         |
| 1960-61  | Valenciennes | A          | 28         | 9          |
| 1961-62  | Nantes       | B          | 19         | 8          |

## Palmarès

### Individuale
- Capocannoniere del campionato francese di seconda divisione: 1

1950-1951 (23 reti)